# Heinrich II. von Borsselen

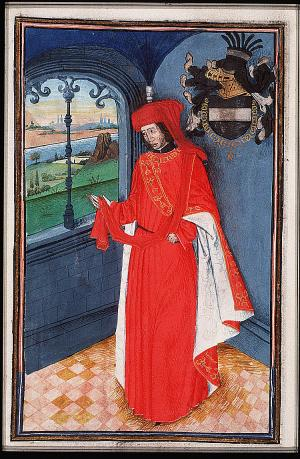

Heinrich II. von Borsselen (Hendrik II van Borselen; † 15. März 1474 auf Schloss Zandenburg) aus dem Haus Borsselen war Herr von Veere und Zandenburg, Vlissingen (1453), Westkapelle, Domburg und Brouwershaven (1472) sowie ab 1467 Graf von Grandpré. Er wurde „Monsieur De La Vère“ genannt. Er war ein Sohn von Wolfart V. von Borsselen († 1409) und Hedwig von Borsselen. Nach dem Delfter Versöhnungsvertrag von 1428 wurde er Mitglied des Raad van 9 edelen, dem Rat von Holland, Zeeland (und Westfriesland).

## Leben
Nach dem Tod seines Vaters 1409 stand Borsselen erst unter Vormundschaft (1409–1414 wird er als minderjährig bezeichnet). Im Jahr 1423 wurde er holländischer Rat und drei Jahre später burgundischer Kapitän. Ab 1433 war Herzog Philipp der Gute von Burgund offiziell Graf von Holland und Zeeland, musste jedoch tatsächlich Rücksicht nehmen auf Heinrich II., der nicht nur eine eigene Handelsflotte betrieb, sondern selbst Kaperfahrten durchführte und auch an Land, in Walcheren, eine starke Stellung innehatte. Im Jahr 1436 ernannte er Heinrich von Borsselen zum Generalrentmeister von Zeeland.
Sein Ruf erstreckte sich weit über Zeeland hinaus. Im Jahr 1444 verheiratete er seinen Sohn Wolfhart VI. von Borsselen mit Mary Stuart, der Tochter von König Jakob I. von Schottland. Seine Tochter Margarethe wurde mit Ludwig von Brügge, Herr von Gruuthuse, verheiratet.
Im Jahr 1445 wurde er in den Orden vom Goldenen Vlies aufgenommen. König Karl VII. von Frankreich ernannte ihn im Jahr 1446 zum Lieutenant general sur le fait de la guerre de la mer. Im Jahr 1453 verpfändete Herzog Philipp, der Geld für die Unterdrückung des Genter Aufstands benötigte, Vlissingen, Westkapelle und Domburg auf 17 Jahre an Heinrich. Hierdurch gelang es ihm mit seinem Familienbesitz in Veere, Middelburg auf drei Seiten vom Meer fernzuhalten und sowohl die Reede von Walcheren als auch die Häfen von Middelburg und Arnemuiden zu kontrollieren.
Im Jahr 1467 kaufte er die Grafschaft Grandpré in der Champagne und nahm den dazugehörenden Titel an. Er wurde in Vere bestattet.

## Marine
Im Jahr 1436 lieferte er drei Schiffe an Philipp den Guten, um zur Belagerung von Calais beizutragen. Im Hansisch-Niederländischen Krieg (1438–1441) lief am 22. Juni 1438 eine Kaperflotte unter Borsselens Kommando aus Rotterdam aus und überfiel bei Brest eine preußische Baiensalzflotte, dabei wurden 23 preußische und livländische Schiffe aufgebracht. 1441 segelte er die Elbe und die Weser hinauf und nahm bei Hamburg und Bremen mehrere Hansekoggen weg.
Nachdem er im Jahr 1470 mit Eduard IV. von England während der Rosenkriege gebrochen hatte, floh Richard Neville, 16. Earl of Warwick, genannt der Königsmacher, aus England und kaperte mit seinen mehrere niederländische Schiffe. Daraufhin zog Karl der Kühne eine Flotte von 23 Schiffen zusammen. Heinrich von Borsselen wurde aufgrund seiner umfangreichen Erfahrung zum Befehlshaber dieser Flotte ernannt und war damit auch dem Admiral von Flandern, Josse de Lalaing, gegenüber weisungsbefugt. Warwick floh über die Normandie nach England zurück, wo es ihm gelang, Eduard abzusetzen und Heinrich VI. auf den Thron zu bringen. Nun stellte Karl der Kühne wiederum eine Flotte zusammen, mit der Eduard in der Lage war, Heinrich VI. abzusetzen. Heinrich von Borsselen wurde von Eduard für seine Hilfe zum Kammerherrn ernannt und Veere erhielt neue Handelsprivilegien. Von Karl wiederum erhielt er die Herrschaft Fallais im Hochstift Lüttich, 1472 kaufte er von ihm einen Teil von Brouwershaven.

## Selbstständigkeit
Heinrich stand zwar in Diensten der Burgunderherzöge, hatte aber seine unabhängige Position nicht aufgegeben, als er das Amt des Admirals übernahm. Obwohl seine Position als Admiral in französischen Diensten von Karl auf dem Kapitel des Ordens vom Goldenen Vlies zur Sprache gebracht wurde, gab er dieses Amt nicht auf. Noch zu seinen Lebzeiten wurde sein Sohn Wolfhart VI. im Jahr 1466 als Nachfolger von Johann von Luxemburg als general admiral de la mer d'Artois, Boulonnais, Hollande, Zélande et Frise bestellt. Aber erst nach dem Tod seines Vaters trat Wolfhart als Oberbefehlshaber der Flotte auf.

## Familie
Am 26. Dezember 1429 heiratete Heinrich von Borsselen auf Schloss Zanderburg Johanna von Halewyn († 18. März 1467), Tochter von Olivier von Halewijn, Herr von Heemsrode, und Marguerite de la Clyte. Das Ehepaar bekam (mindestens) drei Kinder:
- Wolfart VI., Comte de Grandpré, Earl of Buchan, Marschall von Frankreich, Ritter des Ordens vom Goldenen Vlies; † 29. April 1487
- Margaretha; † 29. August 1510; ⚭ um 1455 Ludwig von Brügge, Herr von Gruuthuse, 1. Earl of Winchester, Ritter des Ordens vom Goldenen Vlies; † 26. November 1492
- Anna; ⚭ Gillis von Arnemuiden, 1458 bezeugt